# Holger Elliot
Erik Holger Elliot, född 3 november 1887 i Adolf Fredriks församling i Stockholm, död 6 november 1972 i Matteus församling, Stockholm, var en svensk hovrättspresident. Han var far till Jan Erik Elliot.
Elliot föddes i en akademisk familj, fadern Erik Elliot var hovrättspresident, en bana sonen själv kom att gå in på. Efter juridikstudier blev han juris kandidat vid Uppsala universitet 1910 och assessor vid Svea hovrätt 1919, och hovrättsråd där 1926. År 1929 blev han revisionssekreterare, något han tidigare prövat på som tillförordnad 1922. Han var suppleant för militieombudsmannen 1928 och militieombudsman 1930. Efter avslutad period som revisionssekreterare blev Elliot 1933 återigen tjänstgörande hovrättsråd, för att avancera till president i hovrätten för Övre Norrland 1936–1948 och hovrätten för Västra Sverige 1948–1953. Han är begravd på Norra begravningsplatsen utanför Stockholm.